# Sōtarō Yasunaga
Sōtarō Yasunaga (jap. 安永 聡太郎, Yasunaga Sōtarō; * 20. April 1976 in Ube, Präfektur Yamaguchi) ist ein japanischer Fußballtrainer und ehemaliger -spieler.

## Spieler

### Verein
Nachdem er auf der Shimizu Commercial High School promovierte, schloss er sich 1995 den Yokohama Marinos (später Yokohama F. Marinos) an. In seiner Debütsaison gewann er gleich die J1 League. 1997 wechselte er per Leihe zum spanischen Zweitligisten UE Lleida. Nach seiner Leihe wechselte er 1999 zu Shimizu S-Pulse. Mit der Mannschaft gelang ihm der zweite Platz in der J1 League und 2001 der Gewinn des japanischen Superpokals. Nach der Saison kehrte er zu den Yokohama F. Marinos zurück, wo er allerdings bereits 2002 zum spanischen Zweitligisten Racing Ferrol ausgeliehen wurde. 2003 und 2004 gewann Yasunaga noch zweimal die J1 League. Er blieb bis 2005 bei Yokohama, ehe er zu Kashiwa Reysol wechselte. Am Ende der Saison 2005 beendete Yasunaga seine Karriere.

### Nationalmannschaft
Mit der japanischen Nationalmannschaft qualifizierte er sich für die Junioren-Fußballweltmeisterschaft 1995. Er bestritt alle vier Spiele und erzielte gegen Burundi ein Tor.
1996 wurde er in den Kader der japanischen Olympiaauswahl für das olympische Fußballturnier in Atlanta berufen. Er blieb ohne Einsatz. Die japanische Auswahl schied in der Gruppenphase aus.

## Trainer

### SC Sagahimara
Im August 2016 wurde Yasunaga Trainer von SC Sagamihara. Er war der Nachfolger von Norihiro Satsukawa. Anfang des Jahres 2018 wurde er von Takayuki Nishigaya abgelöst. Yasunga holte während seiner Zeit beim SC einen Punkteschnitt von 1,05.

## Errungene Titel
- J. League: 1995, 2003, 2004
- Kaiserpokal: 2001
- J. League Cup: 2001

## Sonstiges
Yasunaga hat einen Sohn namens Reo Yasunaga. Er spielt bei Yokohama FC im defensiven Mittelfeld.